# クエスター
『クエスター』（QUESTER）は、ナムコ（現：バンダイナムコエンターテインメント）が1987年に発売したアーケードゲーム。
当時『アルカノイド』（タイトー）のヒットにより各社から発売されていた、ブロックくずしのリメイク作品のひとつ。

## ストーリー
宇宙船「ハインダー号」は長い航海を終えて地球に帰還する途中、宇宙生命体「ブリーダー」にその行く手を阻まれる。

## システム
パドルである「ハインダー号」を左右に動かしてエナジーボールをはじき返し、破壊可能なブロックをすべて壊せばラウンドクリアとなる。全33ラウンド。エナジーボールを画面下に落とすとミスとなり、ハインダー号が全滅するとゲームオーバー。
エナジーボールは壁にバウンドすることで徐々にスピードが速くなる。一方、横壁に56回当たると、3つに分裂してスピードが半減する。前兆として、横壁に50回当たった時点でエナジーボールが光りだす。分裂後のエナジーボールも、同様にスピードの変化や分裂を行う。
画面上には表示されないが、各ラウンド開始時より時間が計測されており、ラウンドクリア時に「（2分－クリアにかかった時間）×1秒につき100点」のボーナス得点が加算される。なお2分を超えてもボーナス得点が加算されないだけで、ミスにはならない。
7の倍数ラウンドはボーナスステージとなっており、最初から8個のエナジーボールがセットされ、15秒の制限時間内にブロックの全滅に挑戦する。なおボーナスステージではエナジーボールを下に落としてもミスにならず、再度ハインダー号にセットされる。ブロックの全滅または制限時間の終了時に、消したブロックの数×100点のスコアが加算され、全滅させた場合はさらに10000点のボーナスが加算される。
最終ラウンドに待ち受けるボスは、正面からの攻撃を受け付けない。ボスを倒すとエンディングとなりゲームオーバー。

### ブロック
ノーマル（通常）ブロック
エナジーボールが1回当たると消える。色により、点数と消えた際の音が異なる。
耐久ブロック
ピンク色のブロックで、エナジーボールが複数回当たらないと消えない。エナジーボールが当たるたび色が薄くなっていく。
ブリード（増殖）ブロック
4つのセグメントに分かれたブロック。各セグメントはさまざまな色に光り、エナジーボールが1回当たるごとに光がひとつ消える。すべてのセグメントの光を消すとブロックは消える。初期状態では4つすべてのセグメントが光っているが、消す前にラウンドでミスするごとに、その時点での光の数が再スタート時にひとつ減る（1未満にはならない）。
ブロックの上下左右が空いていると、赤色のノーマルブロックを空いた場所に増やし、上下左右が塞がっていてかつ左下か右下が空いていると、空いた方向に移動しつつ、元いた場所にピンク色のノーマルブロックを増やす、という性質を持つ。増殖頻度はセグメントの光の数に応じて増し、さらに移動した際には一度光が消えたセグメントがひとつずつ再度光り出す。
スピードUP（アップ）ブロック
エナジーボールが当たるたびに、そのエナジーボールのスピードが上がる。壊れない。
スピードDOWN（ダウン）ブロック
エナジーボールが当たるたびに、そのエナジーボールのスピードが下がる。壊れない。
ストーンブロック
エナジーボールが当たっても左右に震えるのみで、壊れない。

### アイテム
キラーメテオを除くアイテムは、特定のブロックを破壊すると出現する。配置はラウンドごとに固定されている。
グロリアル
数字が書かれたオレンジ色のアイテム。取ると書かれた数字のぶんだけハインダー号が左右に伸びる。
効果はミスするかラウンドをクリアすることで消える。
ライナル
「L」と書かれた緑色のアイテム。取ると画面最下部にラインが引かれ、エナジーボールを一度だけ弾き返す。ラインがある状態で取っても効果はない。
バリアル
「B」と書かれた黄色のアイテム。取ると出現位置にバリアが一定時間発生する。
バリアにエナジーボールが入ると、バリア消滅まで内部で激しくバウンドしながら分裂し、バリア消滅と同時に分裂したエナジーボールが一斉に解放される（最大8個）。また、バリア内部のバウンド中にも当たり判定があり、周囲のブロックに接触すれば当たったことになる。
キラーメテオ
隕石。特定の面で、画面上方から一直線に降ってくる。当たるとハインダー号が縮んでしまう。
スペシャルフラッグ
赤い「S」の字が左に表示された、黄色い旗。取るとハインダー号が1機増える。

## 移植
2009年12月8日、Wii向けバーチャルコンソールアーケードに『ナムコクエスター』のタイトルで移植された。

## その他
- フライヤーでは、開発スタッフの平均年齢が当時の他タイトルの水準（23 - 24歳）よりも高く、平均28歳と明かされている。
- プロデューサーの岩谷徹は、ステージデザインにも携わっている。
- サウンド担当は細江慎治である。彼にとって、アルバイト時代に手がけた『ドラゴンスピリット』に続く2作目で、ナムコ入社後に初めて担当したタイトルである。またサウンドドライバ担当として、小沢純子も名を連ねている。
- 稼動当時、「ラウンド9の攻略法」と「オリジナル面デザイン」を募集するコンテストが開催された。このうち、オリジナル面デザインは月刊NG・1987年11月号誌上で優秀作が発表されたほか、それらのステージを反映させた『クエスター SPECIAL EDITION』が後日稼動しており、該当するラウンドでは開始時にデザイン制作者の名前が表示される。